# Dicranomyia brevispina
Dicranomyia brevispina är en tvåvingeart som beskrevs av Evgenyi Nikolayevich Savchenko 1976. Dicranomyia brevispina ingår i släktet Dicranomyia och familjen småharkrankar. Inga underarter finns listade i Catalogue of Life.